# Élections générales néo-brunswickoises de 1908
 (mars 2025).
Si vous disposez d'ouvrages ou d'articles de référence ou si vous connaissez des sites web de qualité traitant du thème abordé ici, merci de compléter l'article en donnant les références utiles à sa vérifiabilité et en les liant à la section « Notes et références ».
L'élection générale néo-brunswickoise de 1908, aussi appelée la 32e élection générale, eut lieu le 3 mars 1908 afin d'élire les membres de la 32e législature de l'Assemblée législative du Nouveau-Brunswick, au Canada. L'élection s'est déroulé avant la création des partis politiques.
Sur les 48 députés élus, 12 supportèrent le gouvernement, 31 formèrent l'Opposition officielle et les deux autres restèrent neutres.